# Iran ved sommer-OL 2020
Iran deltager under Sommer-OL 2020 i Tokyo som bliver afviklet i perioden 23. juli til 8. august 2021.

## Medaljer
| 2020 Tokyo | Guld | Sølv | Bronze | Total |
| Iran       | 3    | 2    | 2      | 7     |

### Medaljevinderne
| Iran under sommer-OL 2020 i Tokyo | Iran under sommer-OL 2020 i Tokyo | Iran under sommer-OL 2020 i Tokyo | Iran under sommer-OL 2020 i Tokyo | Iran under sommer-OL 2020 i Tokyo |
| Medalje                           | Navn                              | Sport                             | Event                             | Dato                              |
| --------------------------------- | --------------------------------- | --------------------------------- | --------------------------------- | --------------------------------- |
| Guld                              | Javad Foroughi                    | Skydning                          | 10 m luftpistol                   | 24. juli                          |
| Guld                              | Mohammad Reza Geraei              | Brydning                          | Mændenes 67 kg græsk-romersk stil | 4. august                         |
| Guld                              | Sajjad Ganjzadeh                  | Karate                            | Mændenes +75 kg                   | 7. august                         |
| Sølv                              | Ali Davoudi                       | Vægtløftning                      | Mændenes +109 kg                  | 4. august                         |
| Sølv                              | Hassan Yazdani                    | Brydning                          | Mændenes 86 kg fristil            | 5. august                         |
| Bronze                            | Mohammad Hadi Saravi              | Brydning                          | Mændenes 87 kg græsk-romersk stil | 3. august                         |
| Bronze                            | Amir Hossein Zare                 | Brydning                          | Mændenes 125 kg fristil           | 6. august                         |